# Arctostaphylos hispidula
Arctostaphylos hispidula es una especie de manzanita perteneciente a la familia Ericaceae. 

## Distribución y hábitat
Es originaria de las cordilleras costeras del sur de Oregón y el norte de California, donde es un miembro poco común de la flora de los suelos de serpentina y otras comunidades de plantas de montaña. 

## Descripción
Es un arbusto disperso o erecto que alcanza una altura máxima de entre uno y dos metros. Las ramas y el follaje son hirsutas y glandulares, las hojas de color verde oscuro y ovaladas a ampliamente lanceoladas de hasta 3 centímetros de largo. Las flores  en concurridas inflorescencias de flores en forma de urna que produce drupas de color blanquecino a  tostado de 5 a 7 milímetros de ancho. 

## Taxonomía
Arctostaphylos hispidula fue descrito por Thomas Jefferson Howell y publicado en A Flora of Northwest America 4: 415–416. 1901.
Etimología
Arctostaphylos: nombre genérico que deriva de las palabras griegas arktos =  "oso", y staphule = "racimo de uvas", en referencia al nombre común de las especies conocidas  y tal vez también en alusión a los osos que se alimentan de los frutos de uva.
hispidula: epíteto latíno que significa "con finas cerdas"
Sinonimia
- Arctostaphylos pungens subsp. hispidula (Howell) Roof
- Arctostaphylos stanfordiana subsp. hispidula (J.T.Howell) J.E.Adams
- Uva-ursi hispidula (Howell) A. Heller[4]